# Leendert Abraham Verburg

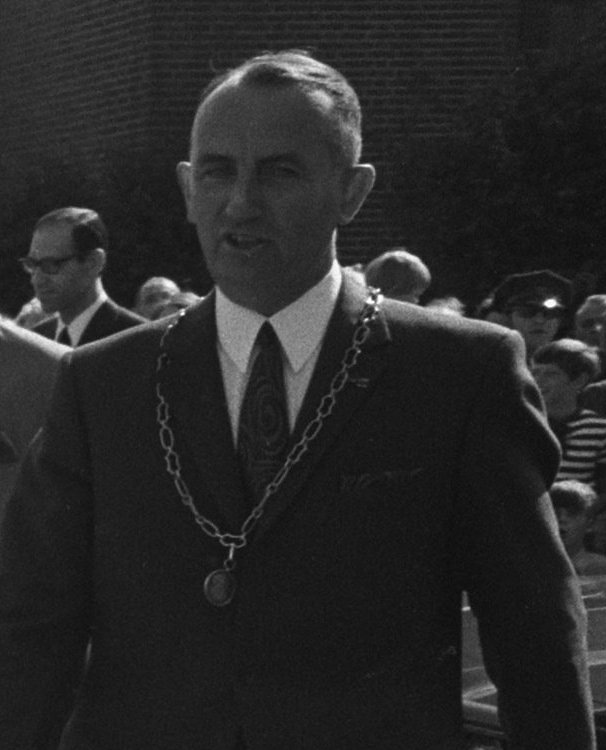
Burgemeester L.A. Verburg (1971)

Leendert Abraham Verburg (Colijnsplaat, 16 maart 1918 – IJsselmuiden, 28 september 2000) was een Nederlands politicus van de ARP.
Hij begon zijn ambtelijke carrière als volontair bij de gemeentesecretarie van Kortgene. Midden 1939 werd hij benoemd tot tijdelijk ambtenaar bij de gemeente Zierikzee waar hij later chef werd van de afdeling financiën. In oktober 1946 werd Verburg benoemd tot burgemeester van Stavenisse. Kort voor de Watersnoodramp van 1953 ging hij een weekend op bezoek bij zijn ouders in Colijnsplaat en toen hij 's avonds nog even belde om te vragen hoe het er voor stond in Stavenisse werd hem verteld dat het in orde was. Later die nacht braken op tal van plaatsen in Zeeland dijken door waarbij alleen al in Stavenisse 153 doden vielen. Pas op 2 februari kon hij met een vissersboot zijn gemeente bereiken om daar leiding te gaan geven. In maart 1956 volgde zijn benoeming tot burgemeester van de Overijsselse gemeente IJsselmuiden. In die periode was hij daarnaast drie keer (1956-1957, 1962-1963 en 1974) waarnemend burgemeester van Urk. In november 1975 door de gemeenteraad zou een motie van wantrouwen tegen hem worden ingediend waarop hij zelf ontslag aankondigde. Aanleiding was dat hij in 1973 de ambtswoning voor 116.000 gulden gekocht had en twee jaar later voor 250.000 gulden weer verkocht had. In 2000 overleed Verburg op 82-jarige leeftijd.